# Dominio de nivel superior genérico

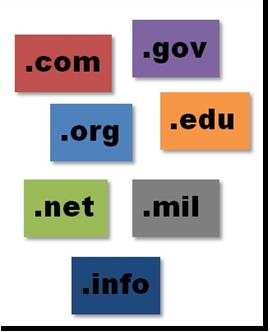
Algunos ejemplos de dominios de nivel superior

Un dominio de nivel superior genérico (generic Top Level Domain o gTLD) es una de las categorías de dominios de nivel superior que mantiene la Internet Assigned Numbers Authority (IANA) para su uso en el sistema de nombres de dominio de Internet. Es visible para los usuarios de Internet como el sufijo al final de un nombre de dominio (ej: .com).
En general, IANA actualmente distingue los siguientes grupos de dominios de nivel superior:
- Dominios de nivel superior de infraestructura (.arpa)
- Dominios de nivel superior geográficos (ccTLD)
- Dominios de nivel superior genéricos (gTLD)
- Dominios de nivel superior internacionalizados (con caracteres distintos del alfabeto latino)

Los dominios de nivel superior genéricos (gTLD) están formados por un mínimo de 3 letras, para diferenciarlos de los dominios geográficos (ccTLD), que consisten en códigos de dos letras asignados a cada país o territorio. Los dominios genéricos inicialmente se asignan de acuerdo al destino o propósito para el que habían sido creados, aunque actualmente la mayoría de ellos permiten su uso sin restricciones.
Los dominios genéricos, no pertenecen a ningún país. Son mantenidos y regulados directamente por el ICANN o por entidades internacionales colaboradoras, ofreciendo un marco regulatorio más coherente y unificado que los dominios territoriales.
Dentro de los dominios genéricos se pueden distinguir:
- Dominios genéricos sin restricciones: Se permite su uso para cualquier propósito y por cualquiera. Este es el caso de los famosos .com, .net y .org.
- Dominios genéricos con restricciones: Se permite su uso para cualquier propósito, pero su uso está restringido a un colectivo determinado. Este es el caso de .biz, .name y .pro.
- Dominios genéricos patrocinados: Se permite su uso únicamente para un propósito determinado, y en algunos para un colectivo determinado. Este es el caso de .aero, .edu, .cat, .gob, o .int entre otros.

## Historia
El primer conjunto de dominios de nivel superior, definido por RFC 920 en octubre de 1984, fue un conjunto de "dominios de propósito general": .gov, .edu, .com, .mil y .org, además del dominio temporal .arpa para permitir la integración de la red ARPANET en internet. El dominio .net fue añadido posteriormente a la primera implementación de estos dominios. Los dominios de primer nivel .com, .net y .org, a pesar de sus objetivos originalmente específicos, están abiertos para su uso para cualquier fin, mientras que el resto de dominios permanecen con restricciones de uso.
En noviembre de 1988 se introdujo otro gTLD: .int. Este TLD se introdujo inicialmente como dominio para infraestructuras en sustitución de .arpa, heredado de la antigua ARPANET, pero posteriormente se desistió de esta idea y se decidió mantener el dominio .arpa como dominio de infraestructuras y, tras una petición de la OTAN de un dominio que reflejara adecuadamente su carácter de organismo internacional, se decidió asignar .int a organizaciones internacionales que no se ven representadas en otros dominios.
A mediados de la década de 1990 se discutió la introducción de más TLDs. Jon Postel, como jefe de IANA, invitó a las partes interesadas. A principios de 1995, Postel creó el “Proyecto Postel”, un proyecto de Internet que contiene los procedimientos para crear nuevos registros de nombres de dominio y nuevos TLDs. El “Proyecto Postel” creó una serie de pequeños comités para aprobar los nuevos dominios de nivel superior. Debido al creciente interés, una serie de organizaciones de gran tamaño se hizo cargo del proceso bajo el paraguas de la Internet Society. Este segundo intento involucró la creación de una organización temporal llamada el Comité Internacional Ad Hoc (IAHC). El 4 de febrero de 1997, el IAHC emitió un informe haciendo caso omiso de las recomendaciones del “Proyecto Postel” y en su lugar recomendó la introducción de siete nuevos dominios de nivel superior (.arts, .firm, .info, .nom, .rec, .store y .web). Sin embargo, estas propuestas fueron abandonadas después de que el gobierno de Estados Unidos interviniera.
En septiembre de 1998, la ICANN fue creada para hacerse cargo de la tarea de administrar los nombres de dominio. Después de una convocatoria de propuestas y un breve período de consulta pública, la ICANN anunció el 16 de noviembre de 2000 la selección de los siete nuevos dominios de primer nivel: .aero, .biz, .coop, .info, .museum, .name y .pro
.biz, .info y .museum se activaron en junio de 2001, .name y .coop en enero de 2002, .aero en marzo de 2002 y .pro en mayo de 2002, aunque no llegó a ser totalmente operativo hasta junio de 2004.
Más tarde, la ICANN decidió admitir nuevos dominios de nivel superior patrocinados por entidades privadas. El periodo de solicitud de estos era del 15 de diciembre de 2003 hasta el 16 de marzo de 2004, y dio lugar a diez solicitudes. De éstas, la ICANN aprobó .asia, .cat, .jobs, .mobi, .tel y .travel; todos ellos están actualmente en funcionamiento. .xxx finalmente fue aprobado en marzo de 2011. De las solicitudes restantes (.post, .mail y una propuesta alternativa de .tel), .post es la única que prosiguió hasta convertirse en dominio.
El 26 de junio de 2008, durante la 32.ª Reunión Internacional Pública de la ICANN en París, la ICANN inició un nuevo proceso de política de nombres TLD para tomar un “paso adelante significativo en la introducción de nuevos dominios genéricos de nivel superior”. Este programa prevé la disponibilidad de muchos dominios nuevos o ya propuestos, así como un nuevo proceso de aplicación e implementación. Los observadores creen que las nuevas normas podrían dar lugar a cientos de nuevos gTLD sean registrados.
Finalmente en 2012 la ICANN permitió la creación de más de 1000 dominios de nivel superior genéricos mediante un sistema de subastas. Estos dominios no tiene restricciones de uso, sin embargo su coste de autorización y mantenimiento es muy superior a los dominios patrocinados.

## Tipos de gTLD
Dentro de los dominios genéricos, existen tres categorías:
- Genéricos de propósito general: Son gestionados directamente por la ICANN y están disponibles para cualquier persona o entidad para cualquier uso. En este grupo están incluidos entre otros .com, .net, .org e .info. Los tres primeros tenían inicialmente un público objetivo específico. Sin embargo, debido a su falta de restricciones y al hecho de que no había nadie que controlara su uso correcto, han adquirido un carácter comercial no siempre relacionado con su propósito inicial. Por otra parte, .info fue fletado expresamente con restricciones, aunque posteriormente fueron eliminadas y actualmente su uso es libre.
- Genéricos-restringidos: Aunque son gestionados por la ICANN igual que los anteriores, su uso está restringido a unos determinados propósitos, lo que limita su utilización comercial. Dentro de este grupo están incluidos .biz, .name y .pro. El registro y uso dentro de estos dominios está condicionado al cumplimiento de una serie de requisitos. Por ejemplo, el dominio .pro solo puede ser utilizado por profesionales acreditados.
- Patrocinados: Son dominios apoyados y gestionados por entidades independientes de la ICANN, aunque siguen una política y reglamentación fijada de forma compartida entre la ICANN y el organismo patrocinador. Estos dominios están destinados a un uso específico, por lo que su uso es restringido. Por ejemplo, el dominio .cat creado como dominio para la cultura e idioma catalanes, tiene expresamente prohibido su uso para páginas web de gatos (cat es gato en inglés), salvo que la página esté relacionada con la cultura o lengua catalana. El incumplimiento de la restricción da lugar a la pérdida del dominio.
- Genéricos comerciales: Son gestionados por empresas o entidades independientes y disponibles para cualquier uso. Se consiguen mediante el pago de importantes cantidades a la ICANN tanto por la solicitud como por el mantenimiento del dominio. Su coste es mayor que el de un dominio patrocinado, pero a cambio no tiene restricciones de uso.

Algunos dominios que inicialmente nacieron como genéricos-restringidos gestionados por la ICANN, han pasado a ser dominios patrocinados y gestionados por otras entidades de acuerdo a la reglamentación acordada con la ICANN. Este es el caso de los dominios .edu, .gov, .int y .mil.

## Lista de dominios gTLD
La lista actualizada puede consultarse en la página de la IANA.

### Dominios gTLD no restringidos
| Dominio | Uso destinado                                |
| ------- | -------------------------------------------- |
| .com    | Uso comercial                                |
| .info   | Información                                  |
| .net    | Redes y Proveedores de servicios de Internet |
| .org    | Organizaciones y asociaciones                |

Estos dominios no restringidos, aunque inicialmente estaban destinados para un uso específico, actualmente son utilizados todos ellos de manera comercial debido a la saturación del dominio .com. Por ejemplo, el hecho de que una página utilice el dominio .net o .org no significa que se trate de un proveedor de internet o de una organización.

### Dominios gTLD restringidos
| Dominio | Uso destinado                                                 |
| ------- | ------------------------------------------------------------- |
| .biz    | Empresas (dominio derivado de businesses: negocios en inglés) |
| .name   | Particulares                                                  |
| .pro    | Profesionales certificados                                    |

### Dominios gTLD patrocinados
| Dominio | Uso destinado                         |
| ------- | ------------------------------------- |
| .aero   | Industria del transporte aéreo        |
| .asia   | Región Asia-Pacífico                  |
| .cat    | Cultura y lengua catalanas            |
| .coop   | Cooperativas                          |
| .edu    | Educación                             |
| .gov    | Gobierno de los Estados Unidos        |
| .int    | Organismos internacionales            |
| .jobs   | Sitios relacionados con el empleo     |
| .mil    | Fuerzas armadas de los Estados Unidos |
| .mobi   | Sitios para dispositivos móviles      |
| .museum | Museos                                |
| .post   | Servicios postales                    |
| .tel    | Servicios de telefonía                |
| .travel | Servicios relacionados con viajes     |
| .xxx    | Pornografía                           |

### Dominios gTLD comerciales
Existen numerosos dominios genéricos obtenidos mediante subasta y que en principio son de uso libre. Aunque algunos de ellos están pensados para su uso con un propósito determinado, no existen restricciones en cuanto a utilización, salvo las que pueda imponer el propietario del dominio.
Algunos de los muchos dominios comerciales son los siguientes:
| Dominio     | Uso destinado                |
| ----------- | ---------------------------- |
| .barcelona  | Relacionado con la ciudad    |
| .email      | Correo electrónico           |
| .eurovision | Red eurovisión               |
| .eus        | Euskadi                      |
| .fútbol     | Relacionado con el fútbol    |
| .gal        | Galicia                      |
| .google     | Google                       |
| .madrid     | Relacionado con la comunidad |
| .microsoft  | Microsoft                    |
| .monster    | Monster.com                  |
| .pizza      | Pizzerías                    |
| .restaurant | Restaurantes                 |
| .taxi       | Taxis                        |
| .tienda     | Tiendas                      |

### Otros dominios TLD

#### Dominios del sistema
| Dominio | Uso destinado    |
| ------- | ---------------- |
| .arpa   | Infraestructuras |
| .root   | Desconocido      |

#### Dominios reservados
| Dominio    | Uso destinado                                                                            |
| ---------- | ---------------------------------------------------------------------------------------- |
| .example   | Reservado para su uso en ejemplos                                                        |
| .invalid   | Reservado para evitar conflictos                                                         |
| .localhost | Reservado para evitar conflictos con el uso tradicional de localhost como nombre de host |
| .test      | Reservado para su uso en pruebas                                                         |

#### Dominios eliminados
| Dominio | Uso destinado                                                                                 |
| ------- | --------------------------------------------------------------------------------------------- |
| .nato   | Creado para la OTAN; tras crearse posteriormente el dominio .int fue sustituido por .nato.int |